# Val-des-Prés
Val-des-Prés è un comune francese di 543 abitanti situato nel dipartimento delle Alte Alpi della regione della Provenza-Alpi-Costa Azzurra.
Si trova nella Valle della Clarée sulla strada verso Briançon.

## Edifici storici
- Chiesa di Saint-Claude, del XVI secolo, nella frazione Serre

## Società

### Evoluzione demografica
Abitanti censiti